# Contiki
Contiki (англ. Contiki — Контики) — компактная, свободная, переносимая, многозадачная операционная система для встраиваемых систем и ПК, в частности разрабатываемая для использования в устройствах с ограниченными ресурсами (в основном память), 8-битные компьютеры для встраиваемых систем на микроконтроллерах. Название «Contiki» происходит от известного плота Кон-Тики, на котором плавал Тур Хейердал с командой.
Ядро и большинство основных функций были разработаны Адамом Данкелсом (Adam Dunkels) и группой Networked Embedded Systems в Swedish Institute of Computer Science.
Позиционируется разработчиками как система, пригодная для использования в оборудовании «для Интернета вещей» (букв. «Contiki: The Open Source OS for the Internet of Things»).

## Устройство
Contiki спроектирована для встраиваемых систем с ограниченным объёмом памяти. При конфигурации по умолчанию Contiki использует 2 килобайта ОЗУ и 40 килобайт ПЗУ. ОС состоит из ядра, которое управляется событиями, программы во время исполнения загружаются и выгружаются динамически. Процессы используют облегчённую потоковую модель — протопотоки, которые обеспечивают линейный потоковый стиль инициализации ядра.

## Платформы
Contiki выполняется на разнообразных платформах и архитектурах начиная от TI MSP430 и Atmel AVR, и заканчивая разнообразным парком старых ПК. При этом объём занимаемого места находится в пределах нескольких килобайт, использование памяти легко настраивается и может быть снижено до десятков байт.
Полностью установленная система, с полным графическим интерфейсом пользователя будет занимать приблизительно 30 килобайт оперативной памяти.

## Возможности

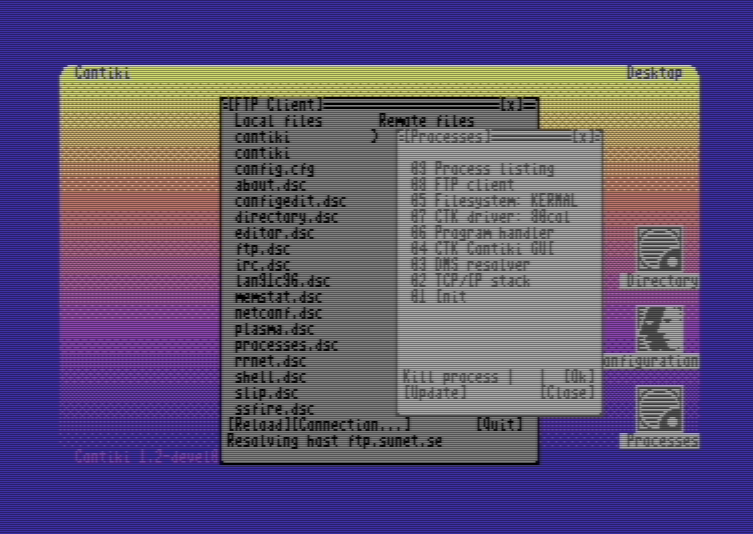
Снимок экрана порта Contiki запущенном на Commodore 64

Contiki поддерживает вытесняющую приоритетную многозадачность, межпроцессовую коммуникацию — используя передачу сообщений через системные события, графический интерфейс пользователя с прямым выводом графики на дисплей (возможна работа с виртуальным сетевым дисплеем через VNC или Telnet)
Полная установка Contiki включает следующие компоненты:
- Многозадачное ядро
- Вытесняющая многозадачность
- Протопотоки
- TCP/IP компьютерная сеть
- Оконную систему и GUI
- Удалённый доступ к рабочему столу компьютера, используя Virtual Network Computing
- Веб-браузер (возможно, самый маленький в мире)
- Персональный веб-сервер
- Простой telnet-клиент
- Хранитель экрана

## Платформы
Операционная система Contiki была портирована и работает на следующем оборудовании:
- Компьютеры:
  - Apple II family[3]
  - Atari 8-bit[3]
  - Atari ST
  - Atari Portfolio
  - Casio Pocketview
  - Commodore PET[3]
  - Commodore VIC-20[3]
  - Commodore 64[3]
  - Commodore 128[3]
  - GP32
  - Oric
  - PC-6001
  - Sharp Wizard
  - x86 (запуск поверх Unix-like систем, как X11-приложение (тип hosted).[4]

- Игровые консоли:
  - PC Engine
  - Sega Dreamcast
  - Sony PlayStation

- Карманные игровые консоли:
  - Nintendo Game Boy
  - Nintendo Game Boy Advance

- Микроконтроллеры:
  - Atmel AVR
  - TI MSP430
  - Jennic/NXP JN51xx[5]
  - STMicroelectronics STM32